# Buxus malayana
Buxus malayana är en buxbomsväxtart som beskrevs av Henry Nicholas Ridley. Buxus malayana ingår i släktet buxbomar, och familjen buxbomsväxter. Inga underarter finns listade i Catalogue of Life.